# Chris Payne (muzikant)
Chris Payne is een Brits muzikant, geboren in Penzance.

## Muziekcarrière
In 1979 komt Chris voor het eerst op TV in beeld als toetsenist van de band Tubeway Army (Old Grey Whiste Test, Top of the Pops en later o.a. ook in Nederland bij TopPop) bij het nummer "Are 'Friends' Electric?", ook al is hij op de plaat niet te horen. Vervolgens is hij wel al te horen op de solo-single "Cars" van Gary Numan, waarop hij synthesizer speelt. Hij is daarna ook op diverse studio-albums van Numan te horen, waaronder "The Pleasure Principle", "Telekon", "Dance", "Warriors" en "Berserker". Tijdens de eerste grote Gary Numan tournee, is Chris samen met Billy Currie (Ultravox) toetsenist van de band. Tijdens de soundchecks ontstaat van de hand van Chris en Billy het nummer "Toot City", waaraan ook drummer Cedric Sharpley bijdraagt. Dit vormt de muzikale basis van wat uiteindelijk "Fade To Grey" wordt van de band Visage (waar ook Billy Currie weer in meespeelt). In 1981 gaat een deel van de begeleidingsband van Numan verder als de band Dramatis (Chris Payne, Rrussell Bell, Denis Haines en Cedric Sharpley). Zij brengen in 1981 het album "For Future Reference" uit, op Elton Johns Rocket-label. Hiervan worden een paar singles getrokken, maar alleen de single waar Gary Numan als gastzanger meedoet (Love Needs No Disguise) wordt in Engeland een hit. M.u.v. Denis Haines gaan de heren vanaf 1983 weer meedoen in de live-band van Numan, voor het laatst doen ze dat in 1992. Na deze periode formeerde Chris de band Celtic Legend, en componeerde muziek voor Engelse televisieprogramma's, televisiestation Sky channel en voor films. Verder schreef hij enkele muziekstukken voor koor en orkest, en dirigeerde deze in Praag en in Londen.
In 2009 verschijnt Chris weer als gast bij optredens van Gary Numan, als hij elektrische altviool speelt op het nummer "Complex". En in 2013 opnieuw (samen met oud-gitarist Rrussell Bell), nu bij 2 nummers (Love Needs No Disguise en Are 'Friends' Electric?) waarbij het eerste een eerbetoon betreft aan de in 2012 overleden voormalige Numan-/Dramatis-drummer Cedric Sharpley. 
Als Gary Numan in 2018 een Engelse tournee doet met het Skaparis Orchestra (en hierbij o.a. de Royal Albert Hall aandoet), mag Chris Payne het voorprogramma verzorgen, samen met zijn vrouw Dominique. Ook Rrussell Bell doet dan weer mee, als gast op het nummer Fade To Grey. 
Chris en Dominique wonen in Normandië (Frankrijk).

## Link
- (en)   Chris Payne in de Internet Movie Database